# Starkeffekten

Beräknat energinivåspektrum för väte som funktion av det elektriska fältet nära n = 15 för magnetiskt kvanttal m = 0. Varje n nivå består av n − 1 degenererade undernivåer. Applicering av ett elektriskt fält bryter degenerationen. Energinivåer kan korsas på grund av underliggande rörelsesymmetrier i Coulombpotentialen.

Starkeffekten är den förskjutning och uppspaltning av atomers och molekylers spektrallinjer som beror på närvaron av ett yttre statiskt elektriskt fält. Den är den elektriska fältanalogen till Zeemaneffekten, där en spektrallinje delas upp i flera komponenter på grund av närvaron av magnetfältet. Även om den ursprungligen avsåg det statiska fallet, används den också i ett vidare sammanhang för att beskriva effekten av tidsberoende elektriska fält. Speciellt är Starkeffekten orsak till tryckbreddningen (Starkbreddning) av spektrallinjer av laddade partiklar i plasma. För de flesta spektrallinjer är Starkeffekten antingen linjär (proportionell mot det applicerade elektriska fältet) eller kvadratisk med hög noggrannhet.
Starkeffekten kan observeras både för emissions- och absorptionslinjer. Den senare kallas ibland den omvända Starkeffekten, men denna term används inte längre i den moderna litteraturen.

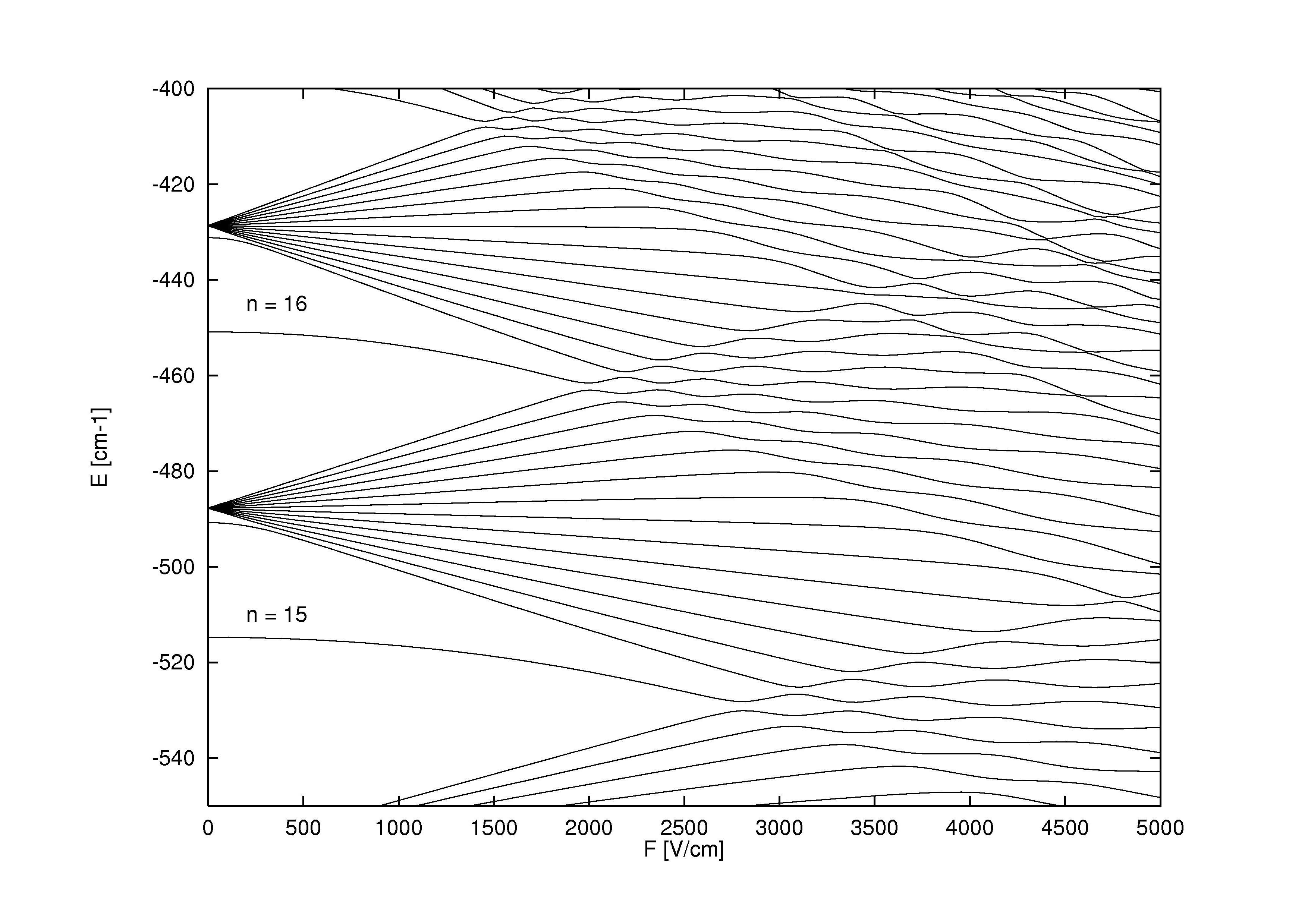
Litium Rydberg-nivåspektrum som funktion av det elektriska fältet nära n = 15 för m = 0. Observera hur ett komplicerat mönster av energinivåerna uppstår när det elektriska fältet ökar, inte olikt bifurkationer av slutna banor i klassiska dynamiska system som leder till kaos.

## Historik
Effekten är uppkallad efter den tyske fysikern Johannes Stark, som upptäckte den 1913. Den upptäcktes självständigt samma år av den italienske fysikern Antonino Lo Surdo, och i Italien kallas den därför ibland för Stark–Lo Surdo-effekten. Upptäckten av denna effekt bidrog viktigt till utvecklingen av kvantteorin och Stark belönades med Nobelpriset i fysik år 1919.
Inspirerad av den magnetiska Zeemaneffekten och särskilt av Hendrik Lorentz förklaring av den, utförde Woldemar Voigt klassiska mekaniska beräkningar av kvasi-elastiskt bundna elektroner i ett elektriskt fält. Genom att använda experimentella brytningsindex gav han en uppskattning av Starksplittringarna. Denna uppskattning var några storleksordningar för låg. Stark, som inte avskräcktes av denna förutsägelse, genomförde mätningar på exciterade tillstånd av väteatomen och lyckades observera sprickningar.
Genom att använda Bohr–Sommerfelds ("gamla") kvantteori kunde Paul Epstein och Karl Schwarzschild oberoende härleda ekvationer för den linjära och kvadratiska Starkeffekten i väte. Fyra år senare härledde Hendrik Kramers formler för intensiteter av spektrala övergångar. Kramers inkluderade också effekten av finstruktur, med korrigeringar för relativistisk kinetisk energi och koppling mellan elektronspin och omloppsrörelse. Den första kvantmekaniska behandlingen (inom ramen för Werner Heisenbergs matrismekanik) gjordes av Wolfgang Pauli. Erwin Schrödinger diskuterade ingående Starkeffekten i sin tredje rapport om kvantteori (där han introducerade sin störningsteori), en gång på samma sätt som Epsteins arbete från 1916 (men generaliserad från den gamla till den nya kvantteorin) och en gång genom hans (första ordningens) störningsantagande. Slutligen omprövade Epstein den linjära och kvadratiska Starkeffekten utifrån den nya kvantteorin. Han härledde ekvationer för linjeintensiteterna som var en avgjord förbättring jämfört med Kramers resultat erhållna av den gamla kvantteorin.
Medan Starkeffekten av första ordningen (linjär) i väte överensstämmer med både den gamla Bohr-Sommerfeld-modellen och den kvantmekaniska teorin om atomen, är det inte högre ordningens korrigeringar. Mätningar av Starkeffekten under höga fältstyrkor bekräftade riktigheten av den nya kvantteorin.

## Mekanism

### Översikt
Ett elektriskt fält som pekar från vänster till höger, till exempel, tenderar att dra kärnor åt höger och elektroner åt vänster. På ett annat sätt att se det, om ett elektroniskt tillstånd har sin elektron oproportionerligt till vänster, sänks dess energi, medan om det har elektronen oproportionerligt till höger höjs dess energi. Allt annat lika är effekten av det elektriska fältet större för yttre elektronskal, eftersom elektronen är längre bort från kärnan, så den rör sig längre åt vänster och längre till höger.
Stark-effekten kan leda till splittring av degenererade energinivåer. Till exempel, i Bohr-modellen, har en elektron samma energi oavsett om den är i 2s-tillståndet eller något av 2p-tillstånden. Men i ett elektriskt fält kommer det att finnas hybridorbitaler (även kallade kvantsuperpositioner) av 2s- och 2p-tillstånden där elektronen tenderar att vara till vänster, vilket kommer att få en lägre energi, och andra hybridorbitaler där elektronen tenderar att vara till höger, vilket kommer att få en högre energi. Därför kommer de tidigare degenererade energinivåerna att delas upp i något lägre och något högre energinivåer.

### Flerpolig expansion
Starkeffekten härrör från interaktionen mellan en laddningsfördelning (atom eller molekyl) och ett externt elektriskt fält. Interaktionsenergin för en kontinuerlig laddningsfördelning {\displaystyle \rho (\mathbf {r} )}, begränsad inom en ändlig volym {\displaystyle {\mathcal {V}}}, med en extern elektrostatisk potential {\displaystyle \phi (\mathbf {r} )}är {\displaystyle V_{\mathrm {int} }=\int _{\mathcal {V}}\rho (\mathbf {r} )\phi (\mathbf {r} )\,d^{3}\mathbf {r} .}
Detta uttryck är giltigt både klassiskt och kvantmekaniskt. Om potentialen varierar svagt över laddningsfördelningen, konvergerar multipolexpansionen snabbt, så endast ett fåtal första termer ger en exakt approximation. Nämligen att bara behålla noll- och första ordningens termer, {\displaystyle \phi (\mathbf {r} )\approx \phi (\mathbf {0} )-\sum _{i=1}^{3}r_{i}F_{i},} 
där vi introducerade det elektriska fältet {\textstyle F_{i}\equiv -\left.\left({\frac {\partial \phi }{\partial r_{i}}}\right)\right|_{\mathbf {0} }} och antog att ursprunget 0 var någonstans inom {\displaystyle {\mathcal {V}}}. Därför blir interaktionen  {\displaystyle V_{\mathrm {int} }\approx \phi (\mathbf {0} )\int _{\mathcal {V}}\rho (\mathbf {r} )d^{3}r-\sum _{i=1}^{3}F_{i}\int _{\mathcal {V}}\rho (\mathbf {r} )r_{i}d^{3}r\equiv q\phi (\mathbf {0} )-\sum _{i=1}^{3}\mu _{i}F_{i}=q\phi (\mathbf {0} )-{\boldsymbol {\mu }}\cdot \mathbf {F} ,} där {\displaystyle q} och {\displaystyle \mathbf {\mu } } är den totala laddningen (nollmoment ) respektive dipolmomentet för laddningsfördelningen.
Klassiska makroskopiska objekt är vanligtvis neutrala eller kvasineutrala ({\displaystyle q=0}), så den första, monopol, termen i uttrycket ovan är identiskt noll. Detta är också fallet för en neutral atom eller molekyl. Men för en jon är detta inte längre sant. Ändå är det ofta motiverat att utelämna det även i detta fall. Faktum är att Starkeffekten observeras i spektrallinjer, som emitteras när en elektron "hoppar" mellan två bundna tillstånd. Eftersom en sådan övergång endast förändrar radiatorns inre frihetsgrader men inte dess laddning, upphäver effekterna av monopolinteraktionen på initial- och sluttillståndet varandra exakt.

### Perturbationsteori
Om vi nu vänder oss till kvantmekaniken kan en atom eller en molekyl ses som en samling punktladdningar (elektroner och kärnor), så att den andra definitionen av dipolen gäller. Interaktionen mellan atom eller molekyl med ett enhetligt yttre fält beskrivs av operatorn {\displaystyle V_{\mathrm {int} }=-\mathbf {F} \cdot {\boldsymbol {\mu }}.}. Denna operator används som en störning i första och andra ordningens störningsteori för att redogöra för första och andra ordningens Starkeffekt.

#### Första ordningen
Låt den opåverkade atomen eller molekylen vara i ett g-faldigt degenererat tillstånd med ortonormala nollteordningens tillståndsfunktioner {\displaystyle \psi _{1}^{0},\ldots ,\psi _{g}^{0}}. (Icke-degeneration är specialfallet g = 1). Enligt störningsteorin är första ordningens energier egenvärdena för matrisen g × g med allmänt element {\displaystyle (\mathbf {V} _{\mathrm {int} })_{kl}=\langle \psi _{k}^{0}|V_{\mathrm {int} }|\psi _{l}^{0}\rangle =-\mathbf {F} \cdot \langle \psi _{k}^{0}|{\boldsymbol {\mu }}|\psi _{l}^{0}\rangle ,\qquad k,l=1,\ldots ,g.} 
Om g = 1 (som ofta är fallet för elektroniska tillstånd hos molekyler) blir första ordningens energi proportionell mot väntevärdet (medelvärde) för dipoloperatorn {\displaystyle {\boldsymbol {\mu }}}, {\displaystyle E^{(1)}=-\mathbf {F} \cdot \langle \psi _{1}^{0}|{\boldsymbol {\mu }}|\psi _{1}^{0}\rangle =-\mathbf {F} \cdot \langle {\boldsymbol {\mu }}\rangle .}
Eftersom det elektriska dipolmomentet är en vektor (tensor av första rang), försvinner de diagonala elementen i störningsmatrisen Vint mellan tillstånd med en viss paritet. Atomer och molekyler som har inversionssymmetri har inte ett (permanent) dipolmoment och har därför inte en linjär Starkeffekt.
För att erhålla en icke-noll matris Vint för system med inversionscentrum är det nödvändigt att några av de opåverkade funktionerna {\displaystyle \psi _{i}^{0}} har motsatt paritet (erhåller plus och minus under inversion), eftersom endast funktioner med motsatt paritet ger icke-försvinnande matriselement. Degenererade nollteordningens tillstånd av motsatt paritet förekommer för exciterade väteliknande (en-elektron) atomer eller Rydbergtillstånd. Om man bortser från finstruktureffekter är ett sådant tillstånd med det huvudsakliga kvanttalet n n tvåfaldigt degenererat och {\displaystyle n^{2}=\sum _{\ell =0}^{n-1}(2\ell +1),} där {\displaystyle \ell } är det azimutala (vinkelmomentet) kvanttalet. Till exempel innehåller det exciterade n = 4-tillståndet följande {\displaystyle \ell }-tillstånd, {\displaystyle 16=1+3+5+7\;\;\Longrightarrow \;\;n=4\;{\text{contains}}\;s\oplus p\oplus d\oplus f.}. Enelektrontillstånd med jämnt {\displaystyle \ell } är jämnt under paritet, medan de med udda {\displaystyle \ell } är udda under paritet. Därför visar väteliknande atomer med n >1 första ordningens Starkeffekt.
Starkeffekten av första ordningen uppträder i rotationsövergångar av symmetriska toppmolekyler (men inte för linjära och asymmetriska molekyler). I en första approximation kan en molekyl ses som en stel rotor. En symmetrisk toppstyv rotor har de opåverkade egentillstånden {\displaystyle |JKM\rangle =(D_{MK}^{J})^{*}\quad {\text{with}}\quad M,K=-J,-J+1,\dots ,J} med 2(2J +1)-faldig degenererad energi för |K| > 0 och (2J +1)-faldig degenererad energi för K=0. Här är DJMK en del av Wigner D-matrisen. Den första ordningens störningsmatris på basis av den opåverkade stela rotorfunktionen är icke-noll och kan diagonaliseras. Detta ger förskjutningar och splittringar i rotationsspektrumet. Kvantitativ analys av dessa Starkskift ger det permanenta elektriska dipolmomentet för den symmetriska toppmolekylen. 

#### Andra ordningen
Som sagt beskrivs den kvadratiska Starkeffekten av andra ordningens störningsteori. Egenproblemet av nollte ordningen {\displaystyle H^{(0)}\psi _{k}^{0}=E_{k}^{(0)}\psi _{k}^{0},\quad k=0,1,\ldots ,\quad E_{0}^{(0)}<E_{1}^{(0)}\leq E_{2}^{(0)},\dots } antas vara löst. Störningsteorin ger {\displaystyle E_{k}^{(2)}=\sum _{k'\neq k}{\frac {\langle \psi _{k}^{0}|V_{\mathrm {int} }|\psi _{k^{\prime }}^{0}\rangle \langle \psi _{k'}^{0}|V_{\mathrm {int} }|\psi _{k}^{0}\rangle }{E_{k}^{(0)}-E_{k'}^{(0)}}}\equiv -{\frac {1}{2}}\sum _{i,j=1}^{3}\alpha _{ij}F_{i}F_{j}} med komponenterna i polariserbarhetstensorn α definierade av {\displaystyle \alpha _{ij}=-2\sum _{k'\neq k}{\frac {\langle \psi _{k}^{0}|\mu _{i}|\psi _{k'}^{0}\rangle \langle \psi _{k'}^{0}|\mu _{j}|\psi _{k}^{0}\rangle }{E_{k}^{(0)}-E_{k'}^{(0)}}}.} Energin E(2) ger den kvadratiska Starkeffekten.
Om man försummar den hyperfina strukturen (vilket ofta är motiverat - såvida inte extremt svaga elektriska fält beaktas), är atomernas polariserbarhetstensor isotrop, {\displaystyle \alpha _{ij}\equiv \alpha _{0}\delta _{ij}\Longrightarrow E^{(2)}=-{\frac {1}{2}}\alpha _{0}F^{2}.} För vissa molekyler är detta uttryck också en rimlig approximation.
För grundtillståndet {\displaystyle \alpha _{0}} är alltid positiv, det vill säga det kvadratiska Starkskiftet är alltid negativt.

#### Problem
Den störande behandlingen av Starkeffekten har vissa problem. I närvaro av ett elektriskt fält blir tillstånd av atomer och molekyler som tidigare var bundna (kvadratintegrerbara) formellt (icke-kvadratintegrerbara) resonanser med ändlig bredd. Dessa resonanser kan avta i begränsad tid via fältjonisering. För lågt liggande tillstånd och inte alltför starka fält är avklingningstiderna dock så långa att systemet för alla praktiska syften kan betraktas som bundet. För mycket exciterade tillstånd och/eller mycket starka fält kan jonisering behöva beaktas.

## Tillämpningar
Starkeffekten ligger till grund för den spektralförskjutning som uppmätts för spänningskänsliga färgämnen som används för avbildning av nervcellers avfyrningsaktivitet.